# Chi Cá trôi
Chi Cá trôi (danh pháp khoa học: Cirrhinus) là một chi cá dạng cá chép, được tìm thấy ở khu vực Nam và Đông Nam Á.

## Các loài
- Cirrhinus caudimaculatus (Fowler, 1934) - cá linh gió. Lưu vực sông Chao Phraya ở Thái Lan và hồ Tonlé Sap ở Campuchia.
- Cirrhinus cirrhosus (Bloch, 1795) - cá trôi Mrigal, cá trôi trắng, cá mrigan. Bản địa các con sông lớn tại tiểu lục địa Ấn Độ. Tuy nhiên, do được nuôi ở nhiều nơi cho nên phạm vi phân bố hiện tại khó xác định.
- Cirrhinus fulungee (Sykes, 1839) - cá trôi trắng Deccan. Có tại khu vực Maharashtra và Karnataka ở Ấn Độ, nhưng có lẽ cũng có ở những nơi khác trong khu vực tiểu lục địa này.
- Cirrhinus inornatus T. R. Roberts, 1997. Có trong lưu vực các sông Irrawaddy và Sittang tại Myanma.
- Cirrhinus jullieni Sauvage, 1878 - cá linh ống, đôi khi coi là đồng nghĩa của C. molitorella. Có trong lưu vực sông Chao Phraya và hạ lưu sông Mekong.
- Cirrhinus macrops Steindachner, 1870 - cá trôi trắng Hora. Có trong lưu vực các sông Godavari và Madras ở Ấn Độ.
- Cirrhinus microlepis Sauvage, 1878 - cá trôi vảy nhỏ, cá duồng bay. Có trong lưu vực các sông Chao Phraya và Mekong tại Campuchia, Lào, Thái Lan và Việt Nam.
- Cirrhinus molitorella (Valenciennes, 1844) - cá trôi ta, cá trôi đen[1], cá trôi Tàu, cá linh rìa. Có trong lưu vực các sông Mekong, Chao Phraya, Nam Theun, Xe Bangfai và Nanpangjiang (sông Nam Bàn) cũng như sông Hồng (Trung Quốc và Việt Nam).
- Cirrhinus reba (F. Hamilton, 1822) - cá trôi reba. Có tại Pakistan, Ấn Độ, Nepal, Bangladesh và Myanma.
- Cirrhinus rubirostris T. R. Roberts, 1997. Chỉ thấy có trong lưu vực sông Tenasserim ở đông nam Myanma.

## Hình ảnh

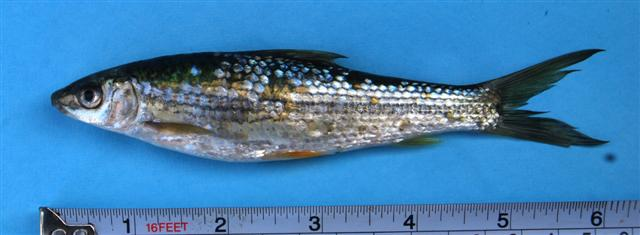